# 메헤딘치주

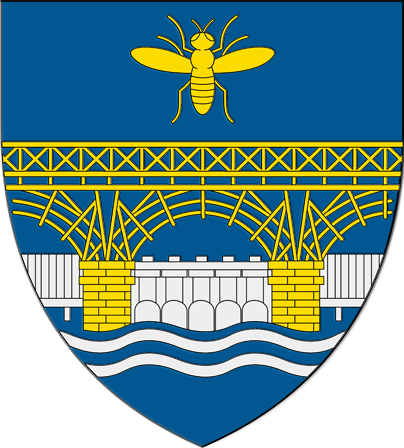
주 문장

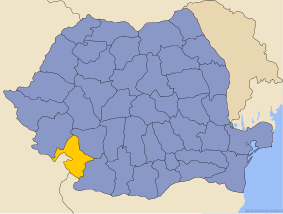
메헤딘치 주의 위치

메헤딘치주(루마니아어: Judeţul Mehedinţi)는 루마니아 남서부 올테니아 지방에 위치한 주로, 주도는 드로베타투르누세베린이며 면적은 4,933km2, 인구는 306,732명(2002년 기준), 인구 밀도는 62명/km2, ISO 3166-2 코드는 RO-MH이다. 남쪽으로는 불가리아 비딘 주, 서쪽과 남서쪽으로는 세르비아 보르 구, 북서쪽으로는 카라슈세베린 주, 북동쪽으로는 고르지 주, 남동쪽으로는 돌지 주와 접하며 2개 시와 3개 마을, 61개 지방 자치체를 관할한다.
주 전체 인구 가운데 96.1%는 루마니아인이며 3%는 로마인, 0.9%는 그 외의 민족(세르비아인과 헝가리인, 독일인 포함)이다.